# Lisozima

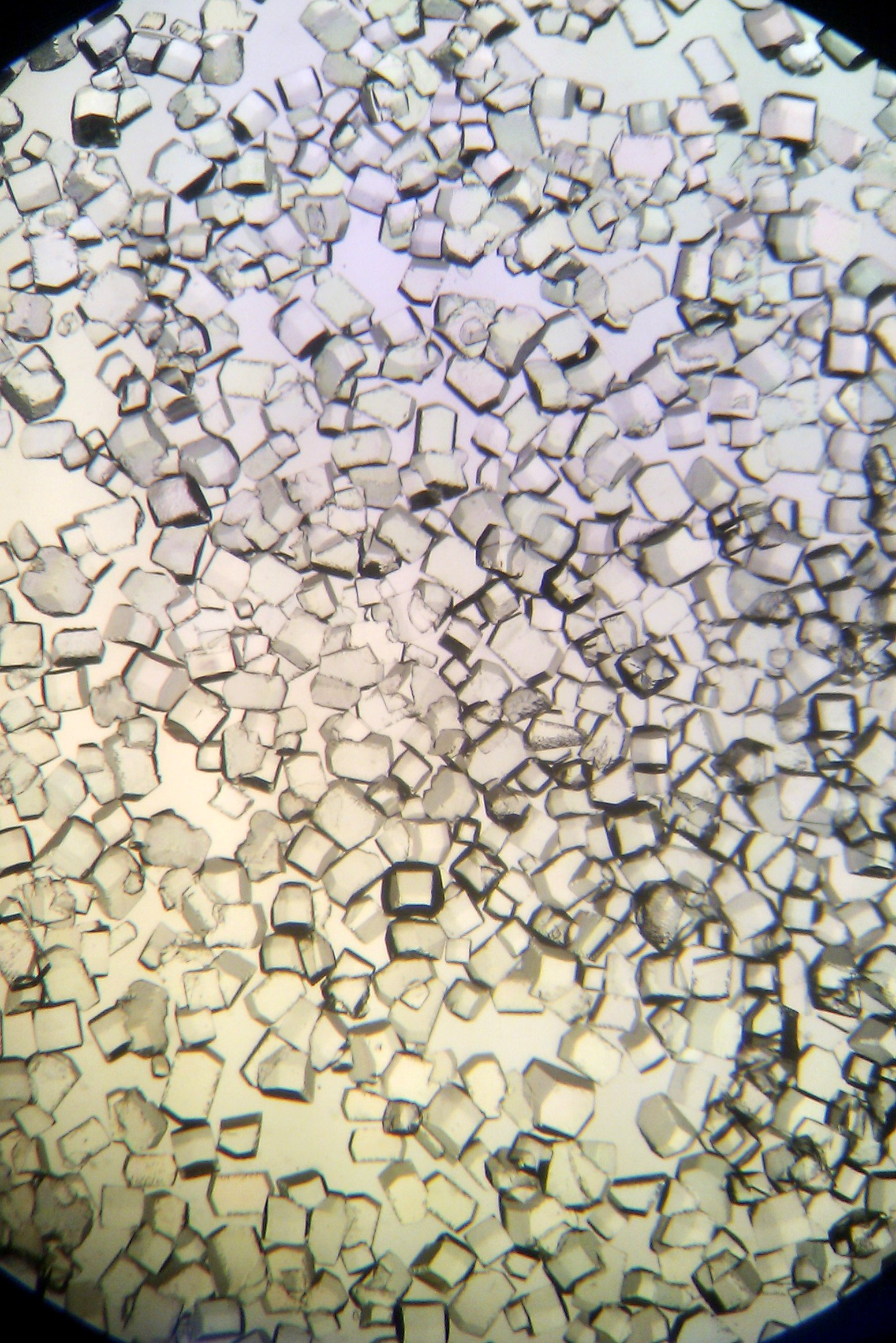
Lisozima

Lisozima é uma proteína cuja estrutura tridimensional foi definida por David Chilton Phillips e colegas em 1965. É encontrada nas lágrimas e no muco dos seres humanos, é também produzida pelas bactérias e por outros organismos. Ela digere certos carboidratos de alto peso molecular; assim as bactérias que contém esses carboidratos na estrutura de sua parede celular desintegram-se ou partem-se sob a ação da lisozima. A lisozima destrói o esqueleto glicosídico do peptidioglicano, ou seja, destrói a camada protetora de muitas bactérias.

## Sua ação catalítica
A sua ação se deve à hidrólise das ligações glicosídicas beta 1,4 entre resíduos do ácido N-acetilmurâmico (Mur2Ac) e N-Acetil-D-glucosamina (GlcNAc) num pepitídeoglicano

## Estrutura
Para que seja possível elucidar o mecanismo de ação da enzima, primeiro é necessário conhecer a estrutura do complexo enzima-substrato, visto que é através do conhecimento dos arranjos tridimensionais que se torna possível o entendimento do funcionamento de uma enzima.
A estrutura da lisozima de clara de ovo foi elucidada por David Phillips em 1965 através de raio x. Esta foi a segunda estrutura de uma proteína, e a primeira de uma enzima, a ser determinada em alta resolução.
A molécula da lisozima possui como característica mais marcante seu sítio de ligação, uma fenda proeminente que atravessa uma das faces da molécula. Sua cadeia polipeptídica possui cinco segmentos helicoidais e uma folha β antiparalela de três fitas. Grande parte das cadeias apolares da lisozima encontram-se no interior da molécula.

## Mecanismo de reação
A enzima usa um mecanismo de catálise covalente e catálise ácida geral, promovendo duas reações de deslocamento nucleofílicos sucessivos. Ela se liga a seis resíduos de Mur2Ac e GlcNAc que se alternam num peptideoglicano típico de bactérias, como o PDP ID 1 LZE. A ligação clivada é aquela entre o 4º e 5º resíduos que foram ligados pela enzima.
Existem dois mecanismos propostos para esta reação. O primeiro deles, proposto por Phillips e colegas, leva em consideração um mecanismo SN1, que atualmente não é mais aceito. O mecanismo mais aceito atualmente, proposto por Stephen Withers e colegas, leva em conta um mecanismo SN2. Neste mecanismo, o 4º e 5º resíduos entram no sítio ativo da enzima, e o aminoácido Asp52 da lisozima ataca o carbono anomérico do Mur2Ac. Este ataque libera o par de elétrons do carbono da GlcNAc, que se liga a um hidrogênio cedido pelo Glu35. Neste ataque, a ligação é clivada, e a GlcNAc (junto com o resto do peptídeoglicado ligado a ela) agora é liberada da enzima, que ainda está ligada covalentemente ao Mur2Ac. Esta ligação é quebrada com o ataque da água, que cede um -OH ao Mur2Ac e um H ao Glu35, restaurando a enzima e liberando o restante do peptídeoglicano.

## Aplicação
Cristais de lisozima foram usados para produzir outros materiais funcionais para a catálise e aplicações biomédicas. Por exemplo, em 2016, cientistas passaram a usar cabras modificadas cujo leite pode salvar milhares de vidas de crianças pobres. Os cientistas isolaram e amplificaram uma parte do DNA da cabra que eles geneticamente alteraram, usando a técnica CRISPR/Cas9 para recodificar para a lisozima humana. Lisozimas trabalha na linha de frente do sistema imunológico, destruindo as células bacterianas que causam diarreia e outras infecções.